# Werner G. Kießig
Werner G. Kießig (* 10. Februar 1924 in Berlin; † 27. März 2014 ebenda) war ein deutscher Buchbinder, Restaurator und Kunsthandwerker.

## Leben und Werk
Werner Kießig entstammte einer Buchbinderfamilie. Sein Vater besaß eine mittelgroße Industriebuchbinderei. Werner interessierte sich früh für Gestaltung und Fotografie. 1939 bis 1942 absolvierte er eine Buchbinderlehre und besuchte die Grafische Fachschule
in Berlin. 1940–1942 und 1947–1948 studierte er, unterbrochen durch seine Zeit bei der Wehrmacht in Frankreich samt Rückzug und US-Gefangenschaft, an der Graphischen Fachschule Berlin bei Herbert Riedel, Kurt Grünewald und Bruno Scheer. 1948 legte er die Meisterprüfung im Buchbinderhandwerk ab. 1956 erhielt er die staatliche Anerkennung als „Kunstschaffender im Handwerk“. 1956 bis 1965 arbeitete er als Buch- und Papyrusrestaurator an den Staatlichen Museen zu Berlin und der Deutschen Akademie der Wissenschaften als freier Mitarbeiter bei Rolf Ibscher. 1963–1970 war er Vorsitzender der Meisterprüfungskommission für das Buchbinderhandwerk in Berlin. 1965 wurde er Vorsitzender der Fachgruppe Buchbinder. 1966 bis 1967 absolvierte er ein künstlerisches Grundstudium bei Walter Funkat an der Kunsthochschule Burg Giebichenstein in Halle sowie bei Rudi Högner und Alfred Hückler an der Kunsthochschule Berlin. 1967 wurde er Mitglied im Verband Bildender Künstler Deutschlands (VBK) und in der Vereinigung „Meister der Einbandkunst“ (MdE). 1968 wurde er Leiter der Fachgruppe Anerkannte Kunsthandwerker der Handwerkskammer Berlin. Seit 1971 war er Mitglied der Internationalen Arbeitsgemeinschaft der Grafik-, Archiv- und Buchrestauratoren (IADA). 1979 wurde er Obermeister der Fachgruppe Buchbinder bei der Handwerkskammer Berlin (HdB) und Mitglied der Zentralen Sektionsleitung Kunsthandwerk/Formgestaltung des VBK und des „Rates für Kunsthandwerk“ beim Ministerium für Kultur der DDR. Er war Mitglied im „Arbeitskreis Kunsthandwerk“ beim Magistrat von Berlin. 1980 gestaltete er eine Ledersonderausgabe von Meyers Universallexikon. 1981 wurde er Mitglied der „Designer Bookbinders London“. 1982 wurde Präsidiumsmitglied des MdE. Seit 1990 war er Mitglied im Bundesverband Bildender Künstler.
Parallel dazu war er ab 1985 als Buchbinder im Atelier für Bucheinband, Ledergestaltung, Restaurierung und Prägedruck in Berlin-Hohenschönhausen freischaffend tätig.
Für die 9. Jahrestagung des Arbeitskreises für die Erfassung, Erschließung und Erhaltung historischer Bucheinbände (AEB) 2004 in Würzburg fertigte Kießig den ersten Dedikationsband (Geschenk an die Gastgeber, hier die Universitätsbibliothek Würzburg) aus hellbraunem Kalbmembranleder mit Blindprägung. Der Einband befindet sich in der dortigen Einbandsammlung.
Kießig gilt als einer der wichtigsten zeitgenössischen Buchbinder Deutschlands mit einem breiten Œuvre an künstlerisch gestalteten Einbänden. 2007 erfolgte die Ernennung zum Ehrenmitglied der „Meister der Einbandkunst“.
Seine buchkünstlerischen Werke wurden in einer Reihe von Personal- und Gruppenausstellungen im In- und Ausland gezeigt, u. a. von 1953 bis 1973 auf der Dritten Deutschen Kunstausstellung bis zur VII. Kunstausstellung der DDR.
Kießig war dreimal verheiratet und hinterließ fünf Kinder. Roman Streisand (geb. Kießig), Elke Schade, Tatjana Kießig, Stefan Kießig, Ariane Staubach (geb. Kießig). Er war ein leidenschaftlicher Tennisspieler und Ehrenmitglied im Tennisclub TC Schwarz Gold e. V. Alt-Hohenschönhausen.
Sein Grab befindet sich auf dem Oranke-Friedhof in Berlin/Alt-Hohenschönhausen. Sein Nachlass an Einbänden und Materialien ist 2015 in den Besitz der Staatsbibliothek zu Berlin übergegangen.

## Auszeichnungen
- 1974 Verdienstmedaille der DDR